# Koordinierungszentrum Deutsch-Tschechischer Jugendaustausch Tandem
Die Koordinierungszentren Deutsch-Tschechischer Jugendaustausch Tandem in Regensburg und in Pilsen sind die zentralen Fachstellen der Bundesrepublik Deutschland und der Tschechischen Republik für den Jugend- und Schüleraustausch zwischen den beiden Staaten. Die Koordinierungszentren nahmen ihre Arbeit 1997 auf Grundlage einer gemeinsamen Erklärung der für die Jugendarbeit zuständigen Minister beider Länder auf.

## Organisation
Die Koordinierungszentren sind zwei formal selbstständige nationale Einrichtungen. Das Koordinierungszentrum in Regensburg wird vom Bundesministerium für Familie, Senioren, Frauen und Jugend und von den Freistaaten Bayern und Sachsen im Verhältnis 60 zu 30 zu 10 Prozent finanziert. Die Trägerschaft liegt beim Bayerischen Jugendring. Das Koordinierungszentrum in Pilsen ist administrativ an die Westböhmische Universität angegliedert und wird inhaltlich von der Abteilung für Strategien und europäischen Angelegenheiten des Ministeriums für Schulwesen, Jugend und Sport der Tschechischen Republik angeleitet. Der Arbeitsplan der Koordinierungszentren wird auf einer Sitzung des Deutsch-tschechischen Jugendrates – dem höchsten Gremium auf bilateraler Ebene, zusammengesetzt aus Vertretern von Ministerien und Jugendverbänden beider Länder – jährlich festgelegt. In beiden Büros arbeiten je etwa 15 Mitarbeiter.

## Geschichte
Nach dem Ende des Kalten Krieges und der Wiedervereinigung Deutschlands versuchte die Bundesrepublik anhand bilateraler Verträge die Beziehungen zu den östlichen Nachbarländern neu zu regeln. In einem Nachbarschaftsvertrag mit der Tschechoslowakei (1992) wurde auch ein Kapitel zum Jugendaustausch eingefügt. Eine wie im deutsch-polnischen Nachbarschaftsvertrag (1991) vorgesehene Errichtung eines Deutsch-Polnisches Jugendwerkes war hier aber nicht enthalten. Die Vertragsparteien äußersten lediglich die Überzeugung, dass „die künftige Gestaltung der beiderseitigen Beziehungen wesentlich von dem gegenseitigen Verständnis und der aktiven Beteiligung der jungen Generation abhängt“ und dass sie „daher die Begegnung, den Austausch und die Zusammenarbeit von Jugendlichen unterstützen und fördern“ werden. Nach einer Initiative von Abgeordneten des Bundestages und Vertretern der Jugendverbände wurde 1996 die Bundesregierung zur Errichtung eines Koordinierungszentrums für den deutsch-tschechischen Jugendaustausch aufgefordert, dessen Entstehen offiziell auf dem ersten deutsch-tschechischen Jugendtreffen am 3. September 1996 in Polička von der Bundesministerin für Familie, Senioren, Frauen und Jugend Claudia Nolte und dem tschechischen Minister für Schulwesen, Jugend und Sport Ivan Pilip in einer gemeinsamen Absichtserklärung beschlossen wurde. Beide Seiten äußerten die Auffassung, dass die Einrichtung von zwei nationalen Koordinierungsstellen gegenüber einem übernationalen Jugendwerk die geeignetere Form der institutionalisierten Zusammenarbeit darstellt. Die Koordinierungszentren nahmen dann im April 1997 ihre Tätigkeit auf.

## Aufgabe
Die Koordinierungszentren fördern die gegenseitige Annäherung und die Entwicklung freundschaftlicher Beziehungen zwischen jungen Menschen aus Deutschland und Tschechien. Die Schwerpunkte der Tätigkeit sind:
- Beratung und Unterstützung aller, die deutsch-tschechische Begegnungen von Kindern, Jugendlichen und Schülern durchführen oder durchführen möchten
- finanzielle Förderung der deutsch-tschechischen Zusammenarbeit im Kinder- und Jugendbereich aus Mitteln des Kinder- und Jugendplans des Bundes (seit 1998) und aus Mitteln des tschechischen Schulministeriums (seit 2012)
- Fortbildung von Fachkräften in der Jugendarbeit
- Expertentätigkeit für den deutsch-tschechischen Jugendrat – das höchste Gremium für Fragen des Jugendaustausches auf bilateraler Ebene, sowie für die zuständigen nationalen Ministerien